# Lobelia wilmsiana
Lobelia wilmsiana är en klockväxtart som beskrevs av Friedrich Ludwig Diels. Lobelia wilmsiana ingår i släktet lobelior, och familjen klockväxter. Inga underarter finns listade i Catalogue of Life.